# Cambes-en-Plaine
Cambes-en-Plaine és un municipi francès situat al departament de Calvados i a la regió de Normandia. L'any 2007 tenia 1.474 habitants.

## Demografia

### Població
El 2007 la població de fet de Cambes-en-Plaine era de 1.474 persones. Hi havia 516 famílies de les quals 71 eren unipersonals (29 homes vivint sols i 42 dones vivint soles), 176 parelles sense fills, 235 parelles amb fills i 34 famílies monoparentals amb fills.
La població ha evolucionat segons el següent gràfic:
Habitants censats

### Habitatges
El 2007 hi havia 547 habitatges, 528 eren l'habitatge principal de la família, 5 eren segones residències i 14 estaven desocupats. 534 eren cases i 13 eren apartaments. Dels 528 habitatges principals, 396 estaven ocupats pels seus propietaris, 128 estaven llogats i ocupats pels llogaters i 4 estaven cedits a títol gratuït; 5 tenien una cambra, 5 en tenien dues, 38 en tenien tres, 114 en tenien quatre i 365 en tenien cinc o més. 486 habitatges disposaven pel capbaix d'una plaça de pàrquing. A 173 habitatges hi havia un automòbil i a 341 n'hi havia dos o més.

### Piràmide de població
La piràmide de població per edats i sexe el 2009 era:
| Homes | Edats   | Dones |
| ----- | ------- | ----- |
| 0     | 95 o +  | 0     |
| 0     | 90 a 94 | 0     |
| 0     | 85 a 89 | 0     |
| 0     | 80 a 84 | 0     |
| 4     | 75 a 79 | 8     |
| 20    | 70 a 74 | 4     |
| 16    | 65 a 69 | 36    |
| 12    | 60 a 64 | 24    |
| 40    | 55 a 59 | 36    |
| 64    | 50 a 54 | 60    |
| 68    | 45 a 49 | 88    |
| 92    | 40 a 44 | 68    |
| 48    | 35 a 39 | 76    |
| 24    | 30 a 34 | 44    |
| 48    | 25 a 29 | 24    |
| 64    | 20 a 24 | 40    |
| 80    | 15 a 19 | 44    |
| 100   | 10 a 14 | 76    |
| 80    | 5 a 9   | 40    |
| 36    | 0 a 4   | 32    |

## Economia
El 2007 la població en edat de treballar era de 1.027 persones, 705 eren actives i 322 eren inactives. De les 705 persones actives 660 estaven ocupades (331 homes i 329 dones) i 45 estaven aturades (23 homes i 22 dones). De les 322 persones inactives 104 estaven jubilades, 168 estaven estudiant i 50 estaven classificades com a «altres inactius».

### Ingressos
El 2009 a Cambes-en-Plaine hi havia 502 unitats fiscals que integraven 1.497 persones, la mediana anual d'ingressos fiscals per persona era de 24.654 €.

### Activitats econòmiques
Dels 29 establiments que hi havia el 2007, 1 era d'una empresa alimentària, 6 d'empreses de construcció, 4 d'empreses de comerç i reparació d'automòbils, 2 d'empreses de transport, 1 d'una empresa d'informació i comunicació, 2 d'empreses financeres, 3 d'empreses de serveis, 4 d'entitats de l'administració pública i 6 d'empreses classificades com a «altres activitats de serveis».
Dels 6 establiments de servei als particulars que hi havia el 2009, 1 era una oficina de correu, 1 autoescola, 1 guixaire pintor, 1 fusteria, 1 lampisteria i 1 perruqueria.
Dels 2 establiments comercials que hi havia el 2009, 1 era una botiga de més de 120 m² i 1 una botiga de menys de 120 m².
L'any 2000 a Cambes-en-Plaine hi havia 6 explotacions agrícoles que ocupaven un total de 498 hectàrees.

## Equipaments sanitaris i escolars
El 2009 hi havia una escola elemental.

## Poblacions més properes
El següent diagrama mostra les poblacions més properes.